# Burgstall Eglfing
Der Burgstall Eglfing ist eine abgegangene hoch- oder spätmittelalterliche Niederungsburg auf 660 m ü. NHN im Flurbereich „Flur Gstoag“ etwa 1.700 m westlich der Filialkirche St. Maria im Tal in Untereglfing, einem Gemeindeteil der Gemeinde Eglfing im Landkreis Weilheim-Schongau in Bayern.
Die Anlage wird als Bodendenkmal unter der Aktennummer D-1-8232-0031 als „Burgstall des hohen oder späten Mittelalters“ geführt.

## Geschichte
Die ehemalige Burg war ab dem 11. Jahrhundert Sitz der Herren von Egolfing, die Mitte des 13. Jahrhunderts ausgestorben sind. 

## Beschreibung
Der in etwa ovale Burgbereich weist in Ost-West-Richtung eine Breite von 90 m und in Nord-Süd-Richtung eine Länge von 100 m auf. Die Anlage liegt heute auf einem Feld; oberirdisch ist nichts mehr zu sehen.